# 人民代表会议
印度尼西亞共和國人民代表会议（缩写为）是印度尼西亞立法机关人民协商会议的下议院，由通過选举产生的580名议员組成。

## 機構功能

### 立法
人民代表會議擁有與印度尼西亞總統共同立法的權利。

### 批准預算草案
人民代表會議討論並負責批准或否決總統提出的國家預算草案。

### 監督
人民代表會議負責監督法律實施以及國家預算。